# آرتور هالوورث
آرتور هالوورث (انگلیسی: Arthur Hallworth؛ زادهٔ ۱۸۸۴) بازیکن فوتبال اهل بریتانیا است.
از باشگاه‌هایی که در آن بازی کرده‌است می‌توان به باشگاه فوتبال بیرمنگام سیتی اشاره کرد.